# Індалпін
Індалпін (англ. Indalpine), який продається під торговою маркою «Упстен» — селективний інгібітор зворотного захоплення серотоніну, який деякий час використовувався як антидепресант для лікування депресії. Він продавався у Франції та кількох інших європейських країнах.
Індалпін є як селективним інгібітором зворотного захоплення серотоніну, так і антигістамінним засобом. Він був відкритий у 1977 році, та був представлений для медичного використання у Франції в 1983 році. Через два роки, у 1985 році, його було вилучено з ринку через токсичність. Індалпін інколи називають першим селективним інгібітором зворотного захоплення серотоніну. Однак йому передував інший препарат цієї групи зимелідин («Зелмід»), який був винайдений у 1969 році, та був представлений на ринку в 1981 році (потім також вилучено через токсичність у 1983 році).

## Фармакологія

### Фармакодинаміка
Індалпін є селективним інгібітором зворотного захоплення серотоніну та антигістамінним засобом.

## Хімічні властивості
Індалпін є індолом, і структурно подібний до триптаміну, але сам по собі не є триптаміном.

### Синтез
Металізація індолу (1) за допомогою йодиду метилмагнію утворює органо-магнієву похідну (2), яка реагує з 1-бензилоксикарбоніл-4-піперидилацетилхлоридом (3), утворюючи ензилоксикарбонілову сполуку (4). Видалення захисної групи бензилоксикарбонілу (Cbz), що каталізується кислотою, дає кетон (5). Відновлення алюмогідридом літію дає індалпін.

## Історія
Патент на індалпін було подано в 1976 році, та видано в 1977 році. Він був реалізований компанією «Fournier Frères-Pharmuka» у Франції в 1983 році. Через 2 роки, у 1985 році, препарат було вилучено з ринку через токсичність, включаючи нейтропенію або агранулоцитоз і канцерогенність до печінки. Препарат ніколи не був представлений у США. Індалпін був отриманий шляхом структурної модифікації антигістамінних препаратів.
Індалпін був синтезований у 1977 році фармакологами Ле Фур і Узаном з невеликої французької фармацевтичної фірми «Pharmuka», які вважають, що барон Шопсін і його колеги з NYU-Bellevue або Нью-Йоркської медичної школи стали основою для їх роботи. На них особливо вплинула серія «досліджень інгібіторів синтезу», проведених командою Шопсіна на початку та в середині 1970-х років, і, зокрема, клінічний звіт Шопсіна та співавторів (1976 рік), що стосувалися швидкого відновлення антидепресивної реакції фенцикломіну на транілципромін у пацієнтів з депресією. Це призвело до розуміння ролі моноамінового нейромедіатора серотоніну (5-гідрокситриптаміну) у терапевтичних ефектах доступних трициклічних антидепресантів та антидепресантів класу інгібіторів моноаміноксидази. Дослідження призвели до широкого визнання серотонінової гіпотези депресії, що суперечить теоріям, які сприяли ролі норадреналіну.
У той час як циталопрам і зимелідин були розроблені на початку 1970-х років, індалпін компанії «Pharmuka» першим вийшов на ринок. Барон Шопсін був найнятий консультантом «Pharmuka» протягом процесу досліджень і розробок, який завершився маркетингом індалпіну у Франції, а потім і в усьому світі в 1982 році. Після схвалення FDA заявки Pharmuka на дослідження нового препарату для проведення клінічних досліджень індалпіну та вікваліну, Шопсін провів і опублікував перші клінічні дослідження цих препаратів у амбулаторних пацієнтів із депресією в США. Селективний інгібітор зворотного захоплення серотоніну зімелідин від «Astra» з'явився на ринку протягом року (1983 рік), але наступні препарати групи не стали комерційно доступними до появи флувоксаміну в Бельгії від компанії «Duphar» у 1986 році, а пізніше того ж року в США. У 1987 році в США було схвалено флуоксетин (Прозак) від компанії «Eli Lilly and Company».
Між тим, зимелідин був вилучений незабаром після старту його продажу в 1983 році через появу синдрому Гієна-Барре, серйозного неврологічного захворювання. З огляду на триваючу стурбованість серед деяких країн спільного ринку та груп активістів щодо потенціалу селективних інгібіторів зворотного захоплення серотоніну спричинювати несприятливі ефекти, а також повідомлялося про зв'язок між індалпіном і гематологічними змінами, який з'явився після захоплення «Pharmuka» компанією «Rhône Poulenc», після чого «Rhône Poulenc» раптово зняла індалпін з ринку. Ірландський психіатр Девід Гілі охарактеризував індалпайн як «народжений не в той час» у період, коли «індалпін і психіатрія перебували в облозі» різними групами інтересів у деяких країнах спільного ринку. Аналогічно до долі індалпіну, дослідження та розробки двох інших похідних 4-алкілпіперидину, розроблених «Pharmuka», вікваліну (агент, що вивільняє серотонін) і піпекваліну (позитивний алостеричний модулятор ГАМКA-рецептора), обидва на той час перебували на різних стадіях розробки, були припинені. У 2010 році перегляд цього напрямку дав інгібітори серотонінового транспортера з наномолярними та субнаномолярними значеннями IC50.